# Phaedyma viridens
Phaedyma viridens är en fjärilsart som beskrevs av John Nevill Eliot 1969. Phaedyma viridens ingår i släktet Phaedyma och familjen praktfjärilar. Inga underarter finns listade i Catalogue of Life.